# Литвинова Людмила Анатоліївна
Людми́ла Анато́ліївна Литви́нова  (рос. Людмила Анатольевна Литвинова, 8 червня 1985) — російська легкоатлетка, олімпійська медалістка.

## Виступи на Олімпіадах
| Олімпіада  | Дисципліна              | Місце |
| ---------- | ----------------------- | ----- |
| Пекін 2008 | естафета 4 x 400 метрів | 2     |